# Mitchell Dijks
Mitchell Clement Dijks (* 9. Februar 1993 in Purmerend) ist ein niederländischer Fußballspieler. Der Verteidiger steht beim niederländischen Erstligisten Fortuna Sittard unter Vertrag.
Sein Ajax-Debüt gab er am 5. August 2012 gegen PSV Eindhoven. Zur Saison 2013/14 wechselte Dijks auf Leihbasis innerhalb der Eredivise zum SC Heerenveen. In der Saison 2014/15 spielte er für Willem II Tilburg, danach kehrte er zu Ajax Amsterdam zurück. Im Januar 2017 wurde er bis Saisonende an den englischen Zweitligisten Norwich City ausgeliehen. 2018 zog es ihn nach Italien zum FC Bologna, wo er vier Spielzeiten blieb. Dann kehrte er in die Eredivisie, zu Vitesse Arnheim, zurück, bevor er in der darauffolgenden Saison für Fortuna Sittard auflief.
Dijks spielte außerdem für die Niederländische U-21-Nationalmannschaft.